# El secreto de Wilhelm Storitz
El secreto de Wilhelm Storitz (también editada en español como  El hombre invisible y El secreto del alquimista; título original: Le Secret de Wilhelm Storitz) es una novela escrita por el francés Julio Verne y modificada por su hijo Michel Verne. Fue publicada póstumamente por entregas en Le Journal desde el 15 de junio (número 6.471) hasta el 13 de julio de 1910 (número 6.499), y en edición íntegra ese mismo año, con ilustraciones de George Roux. La versión original de Julio Verne fue publicada por la Société Jules Verne en 1985.
Las leves modificaciones realizadas por Michel consisten en el traslado de la acción de la obra del siglo XIX al XVIII. Se considera como una de las novelas apócrifas del autor francés.
En ella, se narra una interesante historia de un hombre que heredó de su padre el secreto de la invisibilidad.

## Historia de publicación

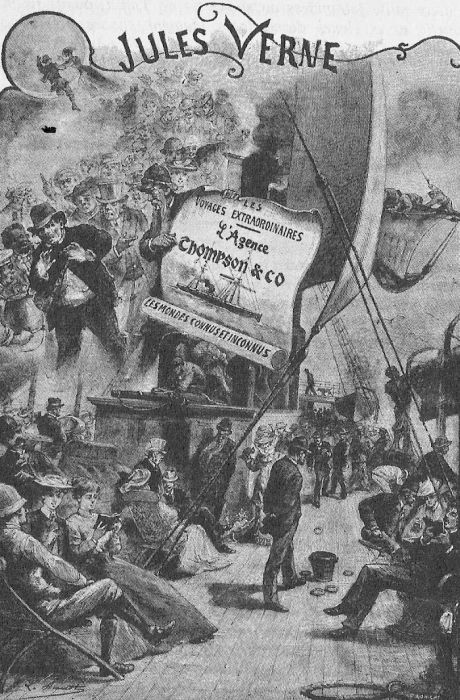
Una ilustración de la novela de Julio Verne (o Michel Verne) "La Agencia Thompson y Cía", dibujada por Léon Benett.

A la muerte de Jules Verne, su hijo Michel entregó al editor Hetzel una lista con siete novelas, las cuales se siguieron publicando de manera continua. Sin embargo, llegó un momento en que excedió el número citado, y Michel continuaba publicando novelas "descubiertas" entre los escritos personales de su padre. Inclusive se empezó a dudar de la originalidad de los escritos; lo cierto fue que la obra "La agencia Thompson y Cía." fue escrita enteramente por Michel, y muchos de estos escritos de Verne padre habían sido modificados parcialmente. Durante años, fue imposible saber cuánto se había respetado realmente de la obra original.

## Sinopsis
El ingeniero Enrique Vidal recibe una carta de su hermano, el pintor Marcos, para que se apresure a visitarlo en Ragz (localidad de Hungría situada río abajo desde la croata Vukovar), donde ha establecido residencia, persuadido por su acercamiento con la señorita Myra Roderich, hija del distinguido Dr. Roderich.
Durante su viaje desde París hasta Ragz, Enrique ve algunos sucesos extraños, pero no dignos de mención, y se da cuenta de que la señorita Myra ha sido pretendida por Wilhelm Storitz, hijo de un extraño químico, Otto Storitz, fallecido hace algunos años, y que aún causa revuelo en su tierra natal, Prusia, debido al halo de misterio que encerraba y a los rumores de que era un brujo.
Los extraños sucesos continúan entre ellos: la caída de un hombre que afirmaba haber sido empujado, advertencias del viento que pronosticaban las desgracias de la feliz pareja si el enlace se realizaba... Estos hechos tienen su punto culminante en la ceremonia de compromiso, misteriosamente estropeada, además de oírse durante ella música prusiana, considerada un insulto por los húngaros.
Enrique Vidal, junto con el hermano de la señorita, el ilustre capitán Haralan, investiga lo sucedido y finalmente se da con el misterio: Wilhelm Storitz tiene la fórmula de su padre, una extraña mezcla que puede conducir a la invisibilidad a quien la toma, y en ese estado secuestra a Myra. El capitán Haralan obtiene ayuda de la policía y de los soldados; saquean la casa de Storitz, pero, al no encontrarlo, crean dos círculos contenedores en los que quede recluido el desdichado. En medio del círculo, el capitán Haralan se enfrenta en un desigual duelo; sin embargo, el capitán es el vencedor: de un certero golpe, hunde su arma en el ser invisible, que, al brotar la sangre, recupera su estado normal.
Sin embargo, Myra Roderich es "contagiada", y, al quemar la casa de Storiz, no existe el remedio para volverla visible. Myra, en una demostración de valor y persistencia, continúa su vida lo más normal que puede, hablando en cualquier momento y cantando (era una excelente cantante) para hacer sentir su indomable espíritu, y en ese estado contrae nupcias con Marcos Vidal.
A Enrique Vidal, ya de regreso en París, es a quien se le ocurre que en la sangre se encuentra el medio que cambia de estado el cuerpo, por lo que una pequeña intervención quirúrgica que permita drenar la sangre podría devolver al estado normal a la joven, empresa que no puede llevarse a cabo, ya que la señorita está embarazada. Enrique cae en la cuenta de que lo que pensaba proponer se hará de manera natural. Entonces, Marcos Vidal vuelve a ver a su encantadora esposa al mismo tiempo que ve nacer a su hijo.

## Personajes
- Enrique Vidal.
- Marc Vidal.
- Capitán Haralan.
- Myra Roderich.
- Doctor Roderich.
- Wilhelm Storitz.

## Capítulos
En este libro, los 17 capítulos no tienen nombre; únicamente aparecen numerados.

## Temas vernianos tratados

### Ciencia ficcióny Wells
Verne toma el tema de "El hombre invisible" (1897) de H. G. Wells y lo convierte en un drama romántico, siendo en ambos casos criticables los elementos científicos de la invisibilidad (ropa invisible, etc.).

### Homenaje, parodia o coincidencia
Existe un parecido entre el nombre del protagonista y el de Wilhelm Steinitz (1836 - 1900), campeón del mundo de ajedrez desde 1886 hasta 1894.

## Adaptaciones

### Televisión
- 1967: "Le secret de Wilhelm Storitz". Telefilme francés. B/N. 
  - Guion: Claude Santelli.
  - Dir.: Éric Le Hung.
  - Int.: Jean-Claude Drouot, Pascale Audret, Bernard Verley.

### Cine
- 1991: "El secreto de Wilhelm Storitz" ("Tajomstvo alchymistu Storitza"). Slovenská filmová tvorba (SFT) (Koliba), Slovenská televízia. Checoslovaquia. Se estrenó el 24 de mayo. 
  - Guion: Tibor Vichta.
  - Localizaciones de rodaje: Eslovaquia:Bratislava, Trnava, Hubice, Komárno. Moravia: Valtice, Mikulov. Bohemia: Děčín.
  - Dir.: Paweł Trzaska.
  - Int.: Vladimír Kratina, Marián Labuda, Milan Lasica, Július Satinský, Božidara Turzonovová, Michal Gučík, Marián Zednikovič, Henryk Talar, Gabriela Skrabáková.